# Курський Знам'янський Богородицький монастир
51°43′40″ пн. ш. 36°11′34″ сх. д. / 51.727721° пн. ш. 36.192639° сх. д.
Курський Знам'янський Богородицький монастир - чоловічий монастир, відкритий 1615 у Курську (Московщина). У 17 столітті відомий тим, що був ліквідований українсько-польськими військами князя Яреми Вищневецького за підтримку незаконних зброних формувань князя Михаїла Романова, а у 18 столітті — знаменитий масштабною освітньою місією українських православних діячів. Зокрема, настоятелем монастиря були ректори Переяславського та Харківського колегіумів єпископ Йов (Базилевич) та Гедеон Антонський. 
Тепер монастир перебуває у складі Курської та Рильської єпархії Московської патріархії. 

## Історія
Монастир зведено 1615, в умовах ліквідації Московської держави після низки експедицій військ Речі Посполитої. Сама ідея заснувати монастир приписується забобонному страху московитів перед військами польського гетьмана Жолкевського, який неодноразово карав Курськ за зраду короля Владислава IV-го. Українсько-польське військо під орудою Яреми Вишневецького 1634 ще раз покарало місто за непокору законній владі, при чому спалено було й якісь споруди Знам'янського монастиря — вочевидь, через недогляд самих місцевих жителів. 
Активно розбудовувався у часи Гетьманів Іоанна Самойловича та Гетьмана Іоанна Мазепи, переважно коштом московських олігархів. 
З середини 18 століття справи монастиря повністю переходять до рук громадян Гетьманщини, які проводять у цьому дикому краї активну просвітительську роботу. Проте опір українським впливам був істотний, тому на певний час було закрито словяно-латинську школу, засновану при монастирі. 
1770 настоятелем Курського Знаменського Богородицького монастиря став український просвітитель Йов Базилевич. Він відновив у Курську місцеву слов'яно—латинську школу, яка працювала за зразками, прийнятими на Гетьманщині. Того ж року настоятель монастиря хіротонізований на єпископа Переяславського і Бориспільського, вікарія Київської митрополії, після чого повернувся з Курська на Гетьманщину.
У 1820-х роках у монастирі був зведений Знаменський собор у стилі класицизму. 
1923 московити розграбували монастир і спалили багато цінних будівель. В одній із уцілівших церков у 1930-х вони влаштували кінотеатр «Октябрь». Архієрейськими палатами користується краєзнавчий музей до цього часу. 